# Sessi-Schwestern
Die Sessi-Schwestern waren fünf Schwestern, die zu Beginn des 19. Jahrhunderts berühmte Sängerinnen waren.
Ihr Vater war der Sänger Giovanni Sessi, ihre Mutter war ebenfalls Sängerin.

## Die fünf Schwestern
In der mutmaßlichen Reihenfolge ihrer Geburt
- Marianne Sessi (1770/1776–1849)
- Impératrice Sessi (1784–1808)
- Victoria Sessi (1788/1796–nach 1830)
- Anna Maria Sessi (1790–1864)
- Carolina Sessi (1796/1799–1874)